# Child in the Night
Child in the Night er en amerikansk film fra 1990 af Mike Robe.

## Medvirkende
- JoBeth Williams som Dr. Hollis
- Elijah Wood som Luke
- Tom Skerritt som Bass
- Season Hubley som Valerie
- Tim Choate som Curt
- Darren McGavin som Os Winfield
- Stephen Godwin som Scott Winfield
- Karen Trumbo som Julia Fiori